# Annona glabra
Annona glabra és un arbre tropical amb fruit comestible dins la família Annonaceae. L'arbre és natiu de Florida. el Carib, Amèrica central, Sud-amèrica i Àfrica occidental 
. Creix en zones pantanoses i és un halòfit tolerant a la sal però ni creix en sòls secs. Arriba a fer de 10 a 12 m d'alt. Les fulles són d'ovades a oblongues amb una punta aguda. El fruit és d'oblong a esfèric de la mida d'una poma o més gros. Es dispersa flotant a l'aigua. És comestible i se'n fan conserves de fruita, ja que el seu gust cru no és massa agradable.
És una espècie invasora molt problemàtica a Austràlia.